# Sarah Moore

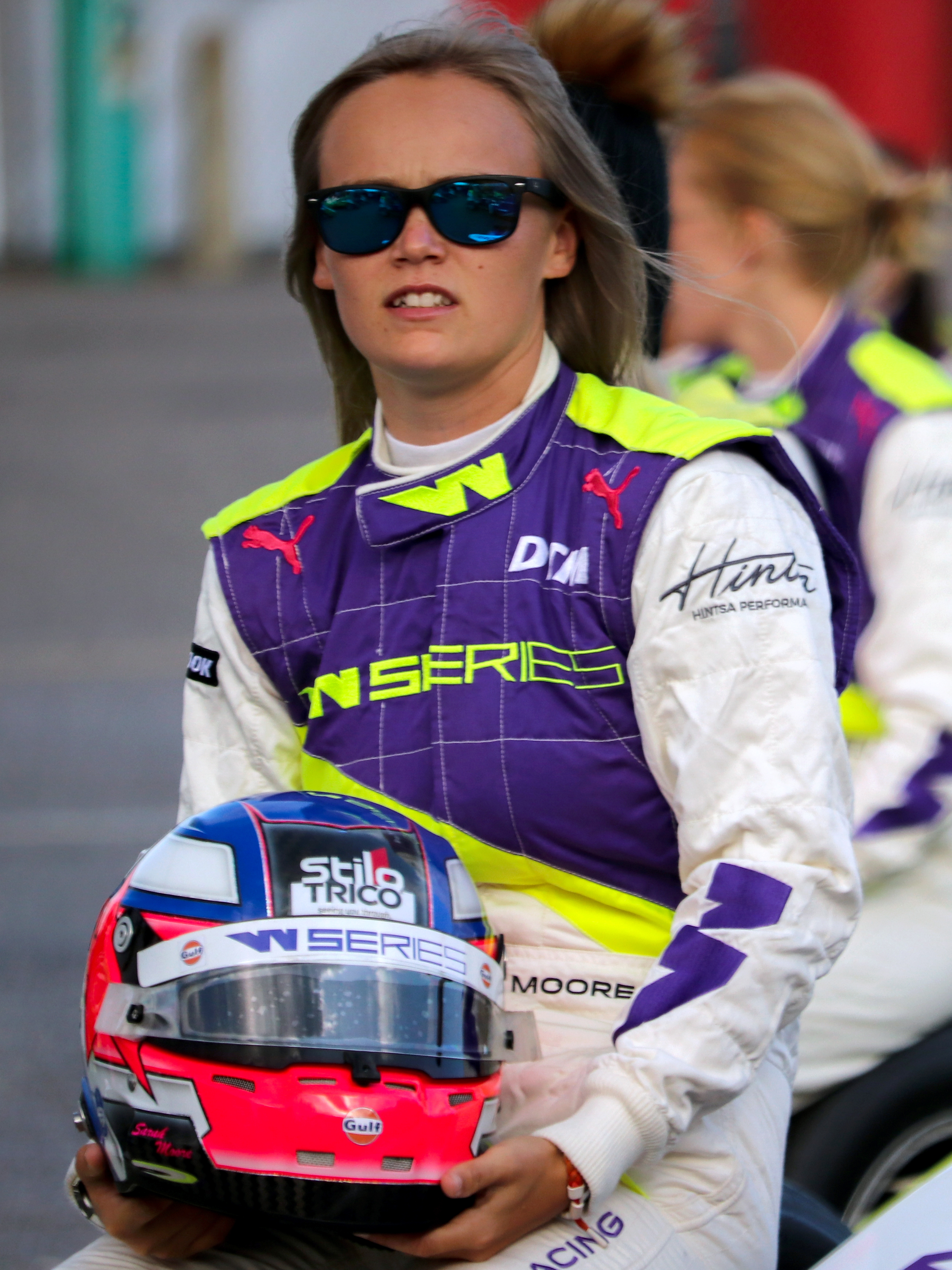
Sarah Moore in 2019

Sarah Moore (Harrogate, 22 oktober 1993) is een Brits autocoureur.

## Carrière
Moore begon haar autosportcarrière in het karting in 2007 in de Rotax Mini Max-klasse van het Stars of Tomorrow National Championship en eindigde hierin als 24e. Ook maakte ze aan het eind van dat jaar haar debuut in de auto's in het Britse Ginetta Junior Championship tijdens het laatste raceweekend op Brands Hatch. In 2008 vervolgde zij haar kartcarrière in het BRDC Stars of Tomorrow MiniMax Championship, maar haar focus lag op het Ginetta Junior Championship, waar zij het volledige seizoen deelnam voor Tockwith Motorsports, het team van haar vader. Zij eindigde het seizoen op de zeventiende plaats met een zesde positie op Silverstone als haar beste klassering. In het winterkampioenschap van deze klasse eindigde zij dat jaar als tweede achter Josh Hill met een overwinning op de Rockingham Motor Speedway.
In 2009 bleef Moore actief in het Ginetta Junior Championship met Tockwith. Zij behaalde dat jaar vijf zeges op het Thruxton Circuit (tweemaal), Donington Park, Silverstone en Rockingham en werd zo met 458 punten kampioen in de klasse. Zij werd hiermee de eerste vrouwelijke coureur die dit kampioenschap won. Van de BRDC ontving zij hierdoor de "Rising Star"-status. Door de BBC werd zij genomineerd als "Young Sports Personality of the Year", waar zij vijfde werd in de competitie. Tijdens de Autosport Awards ontving zij de prijs voor "British Club Driver of the Year".
In 2010 reed Moore opnieuw in het Ginetta Junior Championship, waarin zij naast haar broer David uitkwam voor het team Eurotech Racing. Zij kende een moeilijk seizoen waarin zij slechts in de laatste twee raceweekenden op Donington Park en Brands Hatch podiumplaatsen behaalde. Met 297 punten eindigde zij op de zevende plaats, direct achter haar broer. In 2011 maakte zij de overstap naar het nieuwe InterSteps Championship en keerde terug naar het familieteam Tockwith. Zij eindigde het seizoen op de zesde plaats met 274 punten en twee vierde plaatsen in het eerste raceweekend op Silverstone als beste klasseringen. Ook reed zij in de eerste editie van de 4Two Cup, waarin zij een overwinning behaalde.
In 2012 reed Moore opnieuw in de 4Two Cup. Zij eindigde tweede in twee races op Spa-Francorchamps en werd derde in allebei de races op het Snetterton Motor Racing Circuit. Ook reed zij in de Britcar Production Cup naast haar andere broer Nigel en werd twintigste in de eindstand. In 2013 reed zij geen races, maar in 2014 keerde zij terug in de autosport met haar deelname aan de Toyota GT86 Cup van de VLN Endurance, een kampioenschap dat enkel op de Nürburgring Nordschleife rijdt. Zij behaalde twee zeges voor Tockwith en eindigde met haar broer Nigel als tweede in het kampioenschap.
In 2017 keerde Moore terug in de autosport in de Britse LMP3 Cup bij Tockwith. Zij behaalde twee podiumplaatsen op Donington Park en Spa-Francorchamps en werd zevende in het kampioenschap. Daarnaast reed zij in vier races van het BARC Mighty Mini Championship, waarin zij twee zeges behaalde. In 2018 kwam zij uit in het Dunlop Endurance Championship, waarin zij negen races won en overtuigend kampioen werd. In 2019 werd zij geselecteerd  als een van de achttien coureurs in het eerste seizoen van de W Series, een kampioenschap waarin enkel vrouwen uitkomen.